# Жить будете (телепередача)
«Жить будете» — первое скетч-шоу производства телеканала «Украина» компанией «Юникорн Продакшн», основанное исключительно на взаимоотношения врачей с пациентами.

## История
Сюжеты скетчкома построены на утрированном противостоянии двух сторон — врачей и больных. Одни жалуются на недобросовестных пациентов, а другие на не качественное лечение. Несмотря на то, что все шутки юмористического шоу связаны с медициной, создатели скетчей не стали ограничиваться сюжетами из больничной практики в формате «доктор-пациент», и показали также пародии на многочисленные передачи о здоровье, курьезы из призывной комиссии в военкомате, народные советы от знахаря из украинской глубинки и другие…

## Актёры
- Сергей Лавыгин
- Александр Лобанов
- Денис Косяков
- Валерия Пацап
- Максим Аникин
- Наталья Унгард
- Олег Лопухов
- Сергей Лобанов
- Виктория Синенко
- Елена Галибина